# Elizabeth O’Farrell

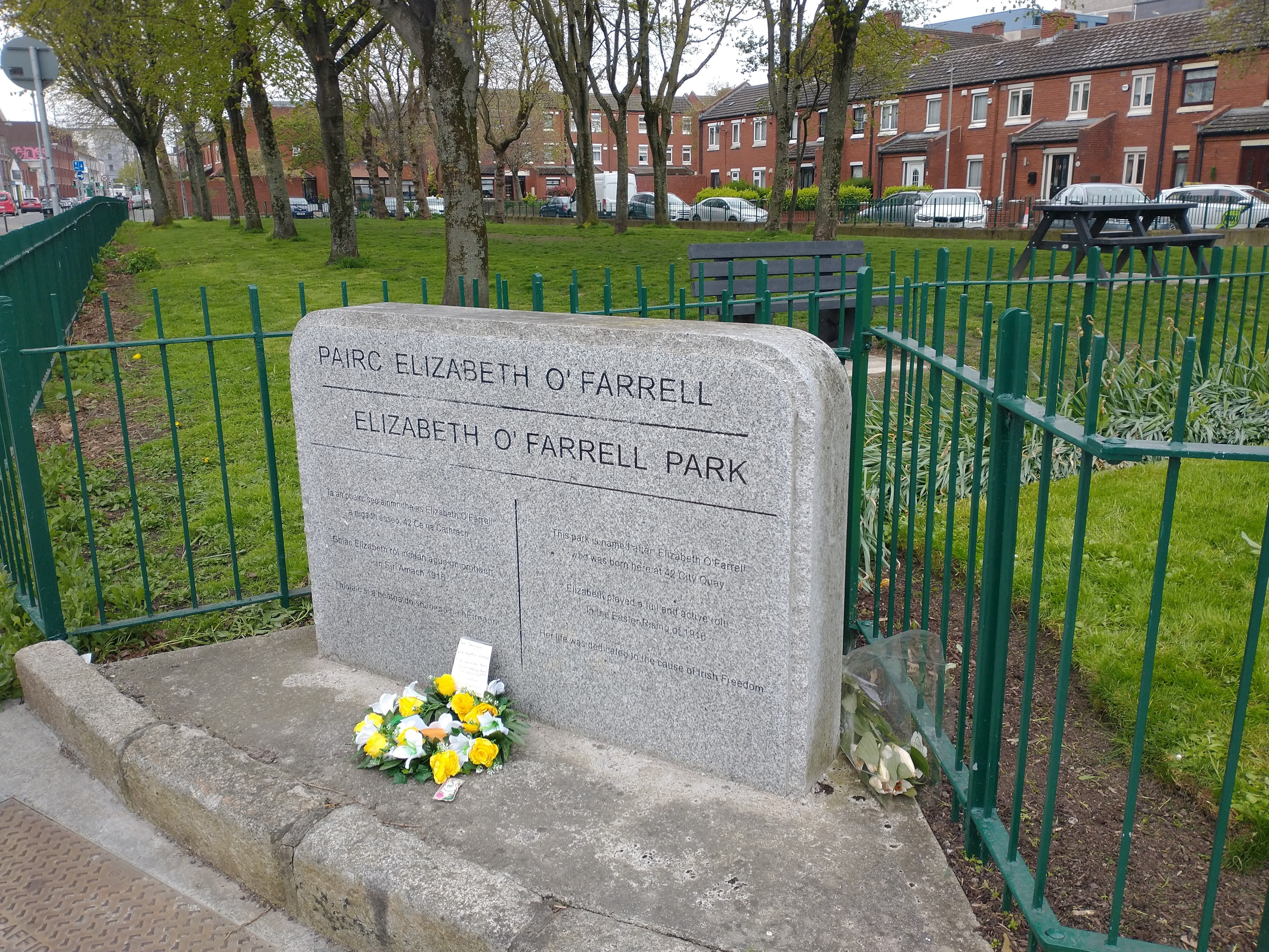
Kamień pamiątkowy w parku jej imienia w Dublinie (2003)

Elizabeth O’Farrell (ur. 5 listopada 1883 w Dublinie, zm. 25 czerwca 1957 w Bray) – irlandzka pielęgniarka, położna, kurierka oraz działaczka narodowa i niepodległościowa, negocjatorka podczas upadku powstania wielkanocnego.

## Życiorys
Była młodszą z dwóch córek Christophera Farrella (robotnika portowego) oraz Margaret (gospodyni domowej). Kształciła się w szkole Sióstr Miłosierdzia. Należała do sodalicji Najświętszego Serca Pana Jezusa i Całkowitej Wstrzemięźliwości. Otrzymała dyplom położnej i pracowała w szpitalu przy Holles Street w Dublinie. Wyrażała przekonania narodowe, należała m.in. do Ligi Gaelickiej i Irlandzkiego Związku Pracownic. W 1906 zapisała się do Inghinidhe na hÉireann (kobiecej organizacji nacjonalistycznej). Przyłączyła się też do oddziału Cumann na mBan w ramach Inghinidhe (kwiecień 1914). Przeszła szkolenie w obsłudze broni palnej. Biegle władała językami angielskim i irlandzkim.
Bezpośrednio przed wybuchem powstania wielkanocnego została przydzielona do Irlandzkiej Armii Obywatelskiej. Dostarczała przesyłki do jednostek republikańskich w Athenry, Spiddal i Galway. Po powrocie do Dublina była pielęgniarką i kurierką powstańczą. Po zranieniu 27 kwietnia 1916 Jamesa Connolly'ego, zgłosiła się na ochotnika do opieki nad nim i pozostawała z nim w budynku Poczty Głównej tak długo, jak to było możliwe. Opuściła płonący gmach jako jedna z ostatnich kobiet, w ostatniej grupie ewakuacyjnej. Po decyzji o kapitulacji została wybrana jako kontakt z armią brytyjską do wszczęcia negocjacji, rankiem 29 kwietnia 1916. Otrzymawszy insygnia Czerwonego Krzyża i białą flagę, wyszła w ogień walk w rejonie Moore Street, unikając snajperów. Początkowo podejrzewano ją o bycie szpiegiem, ale ostatecznie umożliwiono rozmowę z generałem Williamem Lowem, który odesłał ją z powrotem do z żądaniem bezwarunkowej kapitulacji. W jej towarzystwie Patrick Pearse poddał się następnie osobiście Loweowi.
Po kapitulacji została rozebrana, przeszukana i uwięziona na noc w koszarach przy Ship Street, mimo wcześniejszej obietnicy zwolnienia. W sprawie tej interweniował Lowe i natychmiast ją wypuścił oraz przeprosił.
Po powstaniu pracowała nadal dla Cumann na mBan, m.in. przenosząc depesze, także dla IRA podczas wojny o niepodległość. Była przeciwniczką traktatu angielsko-irlandzkiego z 1921 i pozostawała wrogo nastawiona do niepodległego państwa. W trakcie irlandzkiej wojny domowej, jak i potem zbierała fundusze dla rodzin więźniów sprzeciwiających się traktatowi. W 1933 zrezygnowała z udziału w Cumann na mBan, czego przyczyną był lewicowy zwrot tej organizacji. Wsparła Operację Żniwa prowadzoną przez IRA w Ulsterze w latach 1956–1962 (ataki na cele brytyjskie). W tych latach jej zdrowie zaczęło się pogarszać i wkrótce, podczas wakacji w Bray (Fatima House), zmarła. Pochowano ją na cmentarzu Glasnevin w Dublinie.
Przez całe życie ściśle współpracowała ze swoją przyjaciółką, Julią Grenan, obok której spoczywa na cmentarzu. Życie zawodowe związała z Krajowym Szpitalem Położniczym jako położna.
Miała siostrę, Bridget, a także trójkę rodzeństwa, które zmarło bardzo wcześnie.

## Upamiętnienie
W 1967 odsłonięto tablicę ku jej pamięci w dublińskim szpitalu Holles Street. Powołano też fundację jej imienia, której celem jest wspieranie studiów podyplomowych w zakresie pielęgniarstwa. W 2003 odsłonięto tablicę w City Quay Park (w 2012 uzyskał on jej imię).